# Mistrovství Československa v cyklokrosu 1967
Mistrovství Československa v cyklokrosu 1967 se konalo v neděli 29. ledna 1967 v České Lípě. 
Jeden závodní okruh měřil 2 400 m a závodníci ho absolhovali celkem osmkrát. Startovalo také pět závodníků z Francie.

## Přehled
| Poř.             | Jméno          | Čas       |
| Zlatá medaile    | Jaroslav Antoš | 50:59 min |
| Stříbrná medaile | K. Beránek     | 52:02 min |
| Bronzová medaile | Jan Hanzl      | 52:28 min |
| 4                | Havelka        | 52:32 min |
| 5                | Pavel Krejčí   | 52:35 min |